# Nikola Žigić
Nikola Žigić (en serbe en écriture cyrillique : Никола Жигић), né le 25 septembre 1980 à Bačka Topola (Serbie), est un footballeur international serbe qui évoluait au poste d'attaquant.

## Biographie
Devant signer à l'AS Saint-Étienne en 2001-2002, il est renvoyé dans son pays au dernier moment, Alain Michel lui préférant Rodrigao[réf. nécessaire].
Convoqué pour disputer la Coupe du monde 2006, il inscrit un but lors de la dernière journée des phases de poules face à la Côte d'Ivoire. 
Anecdote, il est victime d'une mésaventure peu commune lors du match Valence CF - Espanyol de Barcelone (02/01/2010) : sorti des limites du terrain pour changer son maillot déchiré, l'arbitre lui interdit de retourner sur l'aire de jeu pendant plusieurs minutes, en appliquant le règlement à la lettre, attendant un arrêt de jeu pour autoriser son retour.
N'ayant pas les faveurs de l'entraîneur et barré par la concurrence, il s'engage en mai 2010 avec Birmingham City et marque un but décisif contre Arsenal à Wembley en finale de la coupe de la ligue.
Il met un terme à sa carrière en juin 2015.

## Palmarès

### En équipe nationale
- Participation à la Coupe du monde 2006 avec l'équipe de Serbie-et-Monténégro et à la Coupe du monde 2010 avec l'équipe de Serbie

### Avec l’Étoile rouge de Belgrade
- Vainqueur du championnat de Serbie-et-Monténégro en 2004 et 2006
- Vainqueur de la Coupe de Serbie-et-Monténégro en 2004 et 2006

### Avec le Valence CF
- Vainqueur de la coupe d'Espagne en 2008

### Avec Birmingham City
- Vainqueur de la Coupe de la Ligue anglaise en 2011

## Distinctions personnelles
- Meilleur buteur du Championnat de Serbie-et-Monténégro : 2004 (29 buts).
- Élu meilleur joueur du Championnat de Serbie-et-Monténégro en 2003, 2005 et 2006.